# Protathlima A’ Kategorias (2007/2008)
Protathlima A’ Kategorias 2007/2008 – była 69. edycją najwyższej klasy rozgrywkowej piłki nożnej na Cyprze.
Brało w niej udział 14 drużyn, które w okresie od 1 września 2007 do 11 maja 2008 rozegrały 32 kolejki meczów.
Obrońcą tytułu była drużyna APOEL.
Mistrzostwo po raz trzynasty w historii zdobyła drużyna Anorthosis Famagusta.

## Drużyny
| Uczestnicy poprzedniej edycji | Uczestnicy poprzedniej edycji | Uczestnicy poprzedniej edycji | Uczestnicy poprzedniej edycji |
| --- | ----------------------------- | ----------------------------- | ----------------------------- |
| APN | APOEL Nikozja                 | Nikozja                       | 1                             |
| OMN | Omonia Nikozja                | Nikozja                       | 2                             |
| AFA | Anorthosis Famagusta          | Larnaka                       | 3                             |
| ETA | Ethnikos Achna                | Achna                         | 4                             |
| ENP | Enosis Neon Paralimni         | Paralimni                     | 5                             |
| APL | Apollon Limassol              | Limassol                      | 6                             |
| AEK | AEK Larnaka                   | Larnaka                       | 7                             |
| CYP | Aris Limassol                 | Limassol                      | 8                             |
| AEL | AEL Limassol                  | Limassol                      | 9                             |
| NSL | Nea Salamina Famagusta        | Larnaka                       | 10                            |
| OLN | Olympiakos Nikozja            | Nikozja                       | 11                            |
| Awans z Protathlima B’ Kategorias |                               |                               |                               |
| APOP | APOP Kinyras Peyias           | Peja                          | 1                             |
| ALK | Alki Larnaka                  | Larnaka                       | 2                             |
| DOX | Doxa Katokopia                | Peristerona                   | 3                             |
| Oznaczenia: - kolumna pierwsza – skróty nazw drużyn, - kolumna trzecia – siedziba klubu, - kolumna czwarta – miejsce zajęte w poprzednim sezonie. |                               |                               |                               |

## Format rozgrywek
Rozgrywki składały się z dwóch faz. W pierwszej drużyny grały ze sobą dwukrotnie, raz u siebie i raz na wyjeździe. Dwa ostatnie zespoły zostały zdegradowane. W drugiej fazie pozostałe drużyny zostały podzielona na trzy czterozespołowe grupy. Pierwsza czwórka zagrała o tytuł oraz miejsca startowe w międzynarodowych rozgrywkach. Ostatnia o pozostanie w lidze. Pozostałe cztery drużyny rozegrały rundę o miejsca. Zespoły rozegrały ze sobą mecz i rewanż. Punkty zdobyte w fazie zasadniczej zostały zachowane.
Dodatkowo jedna z ligowych drużyn zapewniła sobie prawo do udziału w Pucharze Intertoto UEFA 2008. Wszystkie drużyny, które chciały wziąć udział w imprezie, zgłaszały swoje zainteresowanie przed zakończeniem mistrzostw. Którakolwiek z tych drużyn zajęła wyższe miejsce w tabeli, brała udział w Intertoto (o ile nie zapewniła sobie udziału w innych rozgrywkach UEFA).

## Faza zasadnicza
| Lp. | Drużyna                    | M  | Z  | R | P  | B+ | B– | +/– | Pkt | Kwalifikacja                        |  | ANO | APE | OMO | AEK | APL | APP | ENP | ETH | DOX | ALK | ARI | AEL | NEA | OLY |
| --- | -------------------------- | -- | -- | - | -- | -- | -- | --- | --- | ----------------------------------- |  | --- | --- | --- | --- | --- | --- | --- | --- | --- | --- | --- | --- | --- | --- |
| 1   | Anorthosis Famagusta       | 26 | 19 | 7 | 0  | 49 | 13 | +36 | 64  | Grupa A                             |  |     | 1–0 | 2–0 | 2–1 | 1–1 | 3–1 | 1–0 | 5–1 | 2–1 | 1–0 | 4–0 | 3–1 | 5–0 | 1–0 |
| 2   | APOEL                      | 26 | 16 | 5 | 5  | 51 | 19 | +32 | 53  | Grupa A                             |  | 0–1 |     | 1–0 | 1–0 | 2–0 | 4–0 | 0–1 | 2–1 | 3–2 | 3–0 | 3–0 | 2–0 | 3–1 | 4–0 |
| 3   | Omonia Nikozja             | 26 | 14 | 6 | 6  | 36 | 22 | +14 | 48  | Grupa A                             |  | 1–1 | 2–1 |     | 3–2 | 1–1 | 1–0 | 0–1 | 2–1 | 2–1 | 3–0 | 0–0 | 1–0 | 3–0 | 2–0 |
| 4   | AEK Larnaka                | 26 | 12 | 5 | 9  | 34 | 32 | +2  | 41  | Grupa A                             |  | 1–1 | 0–3 | 1–0 |     | 0–2 | 1–1 | 1–3 | 1–0 | 1–2 | 2–0 | 1–0 | 2–2 | 2–2 | 2–1 |
| 5   | Apollon Limassol           | 26 | 10 | 9 | 7  | 40 | 33 | +7  | 39  | Grupa B                             |  | 2–2 | 0–2 | 3–3 | 2–0 |     | 2–0 | 3–0 | 2–1 | 2–2 | 1–0 | 2–1 | 4–3 | 4–1 | 3–2 |
| 6   | APOP Kinyras               | 26 | 10 | 7 | 9  | 35 | 35 | 0   | 37  | Grupa B                             |  | 0–2 | 1–1 | 0–0 | 0–1 | 1–0 |     | 1–1 | 2–1 | 3–1 | 5–3 | 1–0 | 0–1 | 4–2 | 3–1 |
| 7   | Enosis Neon Paralimni      | 26 | 10 | 6 | 10 | 28 | 30 | −2  | 36  | Grupa B                             |  | 1–2 | 1–0 | 1–3 | 0–1 | 2–2 | 0–2 |     | 0–2 | 0–1 | 2–1 | 1–0 | 1–1 | 1–0 | 0–1 |
| 8   | Ethnikos Achna             | 26 | 11 | 1 | 14 | 34 | 35 | −1  | 34  | Grupa B                             |  | 0–1 | 0–2 | 1–2 | 0–2 | 2–1 | 2–1 | 0–1 |     | 3–1 | 1–1 | 2–0 | 2–1 | 5–0 | 2–1 |
| 9   | Doksa Katokopia            | 26 | 9  | 7 | 10 | 38 | 40 | −2  | 34  | Grupa C                             |  | 1–1 | 2–2 | 1–0 | 3–3 | 1–0 | 2–2 | 2–2 | 2–1 |     | 1–0 | 2–1 | 2–1 | 2–3 | 2–0 |
| 10  | Alki Larnaka               | 26 | 7  | 6 | 13 | 32 | 40 | −8  | 27  | Grupa C                             |  | 0–0 | 0–4 | 2–1 | 0–2 | 1–0 | 3–1 | 0–1 | 1–3 | 1–1 |     | 1–1 | 2–0 | 4–1 | 5–0 |
| 11  | Aris Limassol              | 26 | 7  | 6 | 13 | 24 | 35 | −11 | 27  | Grupa C                             |  | 0–0 | 2–2 | 1–2 | 2–3 | 3–1 | 1–2 | 2–1 | 0–1 | 1–0 | 2–5 |     | 2–1 | 1–0 | 3–0 |
| 12  | AEL Limassol               | 26 | 7  | 6 | 13 | 28 | 38 | −10 | 27  | Grupa C                             |  | 1–2 | 1–1 | 1–1 | 0–2 | 0–0 | 0–2 | 1–4 | 1–2 | 2–1 | 2–0 | 0–0 |     | 1–0 | 3–1 |
| 13  | Nea Salamina Famagusta (S) | 26 | 6  | 6 | 14 | 28 | 54 | −26 | 24  | Spadek do Protathlima B’ Kategorias |  | 0–4 | 1–3 | 0–2 | 2–0 | 0–0 | 1–1 | 1–1 | 2–0 | 2–1 | 1–1 | 0–0 | 0–2 |     | 4–2 |
| 14  | Olympiakos Nikozja (S)     | 26 | 3  | 5 | 18 | 23 | 54 | −31 | 14  | Spadek do Protathlima B’ Kategorias |  | 0–1 | 2–2 | 0–1 | 0–2 | 2–2 | 1–1 | 2–2 | 1–0 | 2–1 | 1–1 | 0–1 | 1–2 | 2–4 |     |

1. ↑  Mecz 6. kolejki między APOEL a Apollon Limassol został przerwany w 46 minucie przy wyniki 2-0 z powodu zachowania kibiców gości. Wynik został utrzymany[1].
2. ↑  Mecz 19. kolejki między Apollon Limassol a APOEL został przerwany w 98 minucie przy wyniku 2-2 z powodu zachowania kibiców gospodarzy. Mecz został zweryfikowany jako walkower 2-0 dla APOEL[2].
3. ↑  Mecz 21. kolejki między Alki Larnaka a Enosis Neon Paralimni został przerwany w 84 minucie z powodu awarii światła przy wyniku 0-1.

## Faza finałowa

### Grupa A
| Lp. | Drużyna                  | M  | Z  | R  | P  | B+ | B– | +/– | Pkt | Kwalifikacja                                |  | ANO | APE | OMO | AEK |
| --- | ------------------------ | -- | -- | -- | -- | -- | -- | --- | --- | ------------------------------------------- |  | --- | --- | --- | --- |
| 1   | Anorthosis Famagusta (M) | 32 | 20 | 12 | 0  | 58 | 19 | +39 | 72  | Liga Mistrzów UEFA • I runda kwalifikacyjna |  |     | 3–0 | 0–0 | 3–3 |
| 2   | APOEL (P)                | 32 | 18 | 7  | 7  | 58 | 28 | +30 | 61  | Puchar UEFA • I runda kwalifikacyjna        |  | 1–1 |     | 2–2 | 2–1 |
| 3   | Omonia Nikozja           | 32 | 14 | 10 | 8  | 42 | 31 | +11 | 52  | Puchar UEFA • I runda kwalifikacyjna        |  | 0–0 | 1–2 |     | 0–0 |
| 4   | AEK Larnaka              | 32 | 14 | 8  | 10 | 46 | 42 | +4  | 50  |                                             |  | 2–2 | 1–0 | 5–3 |     |

### Grupa B
| Lp. | Drużyna               | M  | Z  | R  | P  | B+ | B– | +/– | Pkt | Kwalifikacja                 |  | APL | ENP | ETH | APP |
| --- | --------------------- | -- | -- | -- | -- | -- | -- | --- | --- | ---------------------------- |  | --- | --- | --- | --- |
| 5   | Apollon Limassol      | 32 | 12 | 11 | 9  | 49 | 41 | +8  | 47  | [ i ]                        |  |     | 4–1 | 0–2 | 2–2 |
| 6   | Enosis Neon Paralimni | 32 | 13 | 7  | 12 | 42 | 45 | −3  | 46  |                              |  | 1–0 |     | 1–1 | 4–3 |
| 7   | Ethnikos Achna        | 32 | 13 | 4  | 15 | 44 | 43 | +1  | 43  | Puchar Intertoto UEFA (2008) |  | 1–1 | 4–3 |     | 2–2 |
| 8   | APOP Kinyras          | 32 | 11 | 9  | 12 | 47 | 49 | −2  | 42  |                              |  | 1–2 | 3–4 | 1–0 |     |

1. ↑  Apollon Limassol zrezygnował z gry w Pucharze Intertoto.

### Grupa C
| Lp. | Drużyna           | M  | Z  | R | P  | B+ | B– | +/– | Pkt | Spadek                              |     | AEL | ALK | DOX | ARI |
| --- | ----------------- | -- | -- | - | -- | -- | -- | --- | --- | ----------------------------------- | --- | --- | --- | --- | --- |
| 9   | AEL Limassol      | 32 | 11 | 7 | 14 | 39 | 45 | −6  | 40  |                                     |     |     | 1–0 | 2–2 | 3–2 |
| 10  | Alki Larnaka      | 32 | 11 | 7 | 14 | 41 | 44 | −3  | 40  |                                     | 2–1 |     | 1–0 | 4–1 |     |
| 11  | Doksa Katokopia   | 32 | 10 | 9 | 13 | 43 | 48 | −5  | 39  |                                     | 1–2 | 0–0 |     | 2–0 |     |
| 12  | Aris Limassol (S) | 32 | 8  | 6 | 18 | 31 | 48 | −17 | 30  | Spadek do Protathlima B’ Kategorias |     | 0–2 | 1–2 | 3–0 |     |

## Najlepsi strzelcy
| Bramki | Strzelcy              | Drużyna              |
| ------ | --------------------- | -------------------- |
| 16     | David Da Costa        | Doksa Katokopia      |
| 16     | Łukasz Sosin          | Anorthosis Famagusta |
| 13     | Konstandinos Makridis | APOEL                |
| 12     | Bernardo Vasconcelos  | Omonia Nikozja       |
| 12     | Ignacio Risso         | Apollon Limassol     |
| 12     | Adrian Mihalcea       | Aris Limassol        |

Źródło: 

## Stadiony
| Stadion Neo GSZ |
| AEK Larnaka     |
|                 |

| Stadion Ammochostos                 |
| Alki Larnaka Nea Salamina Famagusta |
|                                     |

| Stadion im. Andonisa Papadopulosa |
| Anorthosis Famagusta              |
|                                   |

| Stadion Dasaki |
| Ethnikos Achna |
|                |

| Stadion GSP                             |
| APOEL Olympiakos Nikozja Omonia Nikozja |
|                                         |

| Stadion Makario |
| Doksa Katokopia |
|                 |

| Stadion Pafiako |
| APOP Kinyras    |
|                 |

| Stadion Tasos Marku   |
| Enosis Neon Paralimni |
|                       |

| Stadion Tsirio                              |
| AEL Limassol Apollon Limassol Aris Limassol |
|                                             |

Źródło: 